# Coupe du monde de BMX 2013
Navigation
2012 2014
La 11e édition de la coupe du monde de BMX a débuté le 19 avril à Manchester au Royaume-Uni et s'est terminée le 28 septembre 2013 à Chula Vista aux États-Unis. 

## Hommes élites

### Résultats
| #  | Lieu                | Date            | Vainqueur        | Deuxième         | Troisième      | Leader du classement général |
| -- | ------------------- | --------------- | ---------------- | ---------------- | -------------- | ---------------------------- |
| 1. | Manchester          | 19-20 avril     | Liam Phillips    | Tory Nyhaug      | Sam Willoughby | Liam Phillips                |
| 2. | Santiago del Estero | 10-11 mai       | Connor Fields    | Jelle van Gorkom | Joris Daudet   | Connor Fields                |
| 3. | Papendal            | 15-16 juin      | Jelle van Gorkom | Edžus Treimanis  | Damien Godet   | Jelle van Gorkom             |
| 4. | Chula Vista         | 27-28 septembre | Sam Willoughby   | Tory Nyhaug      | Connor Fields  | Connor Fields                |

### Classement général
| Pos | Coureur          | Pts |
| --- | ---------------- | --- |
| 1   | Connor Fields    | 790 |
| 2   | Jelle van Gorkom | 708 |
| 3   | Liam Phillips    | 605 |
| 4   | Sylvain André    | 590 |
| 5   | Twan van Gendt   | 490 |

## Femmes élites

### Résultats
| #  | Lieu                | Date            | Vainqueur     | Deuxième       | Troisième         | Leader du classement général |
| -- | ------------------- | --------------- | ------------- | -------------- | ----------------- | ---------------------------- |
| 1. | Manchester          | 19-20 avril     | Shanaze Reade | Brooke Crain   | Merle Van Benthem | Shanaze Reade                |
| 2. | Santiago del Estero | 10-11 mai       | Shanaze Reade | Mariana Pajón  | Laura Smulders    | Shanaze Reade                |
| 3. | Papendal            | 15-16 juin      | Mariana Pajón | Arielle Martin | Lauren Reynolds   | Shanaze Reade                |
| 4. | Chula Vista         | 27-28 septembre | Mariana Pajón | Alise Post     | Amanda Carr       | Mariana Pajón                |

### Classement général
| Pos | Coureuse       | Pts |
| --- | -------------- | --- |
| 1   | Mariana Pajón  | 775 |
| 2   | Arielle Martin | 688 |
| 3   | Laura Smulders | 635 |
| 4   | Alise Post     | 625 |
| 5   | Amanda Carr    | 567 |